# Guillaume af Luxembourg
Guillaume af Luxembourg (født Guillaume Jean Joseph Marie; 11. november 1981 i Luxembourg by) er arvestorhertug og tronfølger i Luxembourg. Han er den ældste søn af storhertug Henri og storhertuginde Maria Teresa og blev arvestorhertug, da faren besteg tronen i 2000.

## Biografi
Guillaume er uddannet på privatskoler i Luxembourg og Schweiz og på Royal Military Academy Sandhurst i Camberley i England. Han har også studeret statsvidenskab og historie i Durham i England.
Den 23. juni 2024 meddelte Storhertug Henri, at han til oktober ville udpege Arvestorhertug Guillaume til rigsforstander (fransk: lieutenant-représentant, bogstaveligt: løjtnant-repræsentant), der som stedfortræder for sin far vil kunne varetage det luxembourgske statsoverhoveds officielle opgaver. Meddelelsen blev set som et første skridt på vejen mod, at storhertugen kommer til at abdicere til fordel for sin søn.

## Privat
Guillaume havde et forhold til norske Pia Haraldsen, dronning Sonja af Norges nevøs adoptivdatter. De mødtes i Oslo i 2001, og forholdet sluttede året efter.
Arvestorhertugen blev den 19. oktober 2012 gift med den belgiske grevinde Stéphanie de Lannoy. Parret blev forlovet i marts samme år.
Den 6. december 2019 annoncerede Guillaumes forældre, at Stéphanie de Lannoy er gravid med sit første barn, og at barnet vil blive nummer to i arvefølgen til Luxembourgs trone efter sin far. Fødslen er planlagt til maj 2020. Den 10. maj 2020 fødes Guillaume og Stephanies første barn, Prins Charles af Luxembourg.
Deres anden søn, Prins François af Luxembourg, blev født den 27. marts 2023.

## Titel og prædikater
Guillaumes fulde titel er; Kongelige Højhed Prins Guillaume Jean Joseph Marie, arvestorhertug af Luxembourg, arveprins af Nassau, prins af Bourbon-Parma.